# كيفين ماكنولتى
كيفين ماكنولتى هو ممثل كندي، ولد في 8 ديسمبر 1955 ببينتيكتون في كندا.

## أعمال

### أفلام
- (1988) المتهم
- (1994) تايمكوب[4]
- (2005) أربعة مذهلون
- (2006) أفاعي في طائرة[5]
- (2006) جون تاكر يجب أن يموت[6]
- (2007) ظهور المتزلج الفضي
- (2007) المنظف
- (2009) المراقبون[7]

### مسلسلات
- الرجل في القلعة العالية
- الملفات الغامضة
- ذا غود وايف
- كايل إكس واي

## وصلات خارجية
- كيفين ماكنولتى على موقع IMDb (الإنجليزية)
- كيفين ماكنولتى على موقع ألو سيني (الفرنسية)
- كيفين ماكنولتى على موقع أول موفي (الإنجليزية)
- كيفين ماكنولتى على موقع قاعدة بيانات الأفلام السويدية (السويدية)
- كيفين ماكنولتى على موقع قاعدة بيانات الفيلم (الإنجليزية)
- كيفين ماكنولتى على موقع كينوبويسك (الروسية)